# FK SKA Rostov na Donu
FK SKA Rostov na Donu je ruský fotbalový klub sídlící v Rostově na Donu. Založen byl v roce 1937. Klubové barvy jsou červená a modrá.

## Historie
SKA Rostov na Donu byl založen roku 1937.
V éře Sovětského svazu pendloval mezi 1. a 2. sovětskou ligou. V roce 1966 skončil v 1. lize druhý. V roce 1981 vyhrál pohár a následně došel v PVP do 2. kola.
V éře samostatného Ruska pendluje mezi 2. a 3. ruskou ligou.

## Historické názvy
- RODKA (1937–1953)
- ODO (1954–1956)
- SKVO (1957–1959)
- SKA (1960–2013)
- SKVO (2013–2015)
- SKA (od 2015)

## Úspěchy
- Sovětská liga
  - 2. místo (1): 1966
- Sovětský pohár
  - Vítěz (1): 1981
  - Finalista (2): 1969, 1971

## Významní hráči
- Viktor Ponědělnik (1959–1965)
- Sergej Andrejev (1978–1985)